# Žan Košir
Žan Košir, född 11 april 1984 i Kranj, är en slovensk snowboardåkare.
Han vann en silvermedalj i parallellslalom och en bronsmedalj i parallellstorslalom vid de olympiska snowboardtävlingarna 2014 i Sotji. Han har också vunnit ett VM-silver i Kreischberg 2015 och fyra världscupsegrar.